# Томми, Эрик
Э́рик То́мми (нем. Erik Thommy; род. 20 августа 1994, Ульм, Баден-Вюртемберг) — немецкий футболист, полузащитник клуба «Спортинг Канзас-Сити».

## Карьера
Томми присоединился к «Аугсбургу» в 2010 году, перейдя из «Таннхаузена». 16 февраля 2014 года в матче против «Нюрнберга» дебютировал в Бундеслиге.
В январе 2015 года на правах годичной аренды перешёл в клуб Второй Бундеслиги «Кайзерслаутерн».
В летнее трансферное окно 2016 года Эрик снова ушёл в аренду, на этот раз в клуб «Ян» из Регенсбурга. Томми дебютировал за клуб 30 июля в матче против «Ганзы».
18 января 2018 года перешёл в «Штутгарт». Его дебют состоялся 3 февраля в матче против «Вольфсбурга». 24 февраля в матче против франкфуртского «Айнтрахта» Томми забил свой первый гол в Бундеслиге. 19 августа Эрик продлил контракт со «Штутгартом» до июня 2022 года.
10 июля 2019 года Томми был арендован дюссельдорфской «Фортуной» на один год с опцией выкупа.
23 июня 2022 года Томми перешёл в клуб MLS «Спортинг Канзас-Сити», подписав контракт до конца сезона 2024 с опцией продления на сезон 2025. В американской лиге дебютировал 23 июля в матче против «Лос-Анджелеса». 6 августа в матче против «Лос-Анджелес Гэлакси» забил свой первый гол в MLS.